# Jerry Lewis (Politiker)

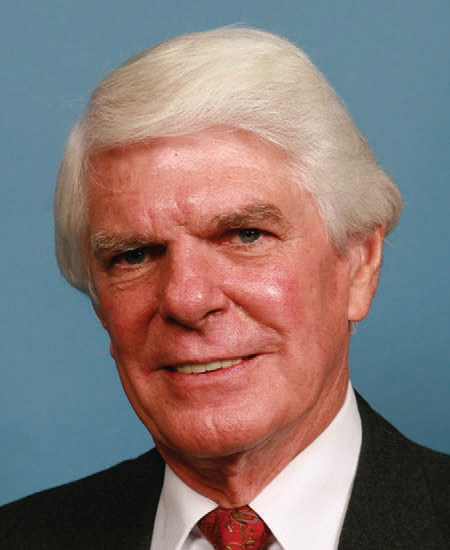
Jerry Lewis (2009)

Charles Jeremy „Jerry“ Lewis (* 21. Oktober 1934 in Seattle, Washington; † 15. Juli 2021 in Redlands, Kalifornien) war ein US-amerikanischer Politiker der Republikanischen Partei und von 1979 bis 2013 Mitglied des US-Repräsentantenhauses für Kalifornien.

## Biografie
Nach dem Besuch der San Bernardino High School absolvierte er von 1952 bis 1956 ein Studium im Fach Verwaltungslehre an der University of California, Los Angeles (UCLA) und schloss dieses Studium mit einem Bachelor of Arts (B.A. Government). Danach war er zunächst ein Jahr Mitarbeiter der Coro Foundation, ehe er als Versicherungsmakler tätig war. Zwischen 1964 und 1968 war er Mitglied der Schulbehörde (School Board) von San Bernardino und zwischenzeitlich 1966 auch Mitarbeiter im Wahlkampfstab von Jerry Pettis, der anschließend zum Kongressabgeordneten für Kalifornien gewählt wurde.
Seine eigene politische Laufbahn begann er mit der Wahl zum Mitglied der Staatsversammlung Kaliforniens (California State Assembly), der er von 1969 bis 1978 angehörte.
1978 wurde er schließlich als Kandidat der Republikaner und als Nachfolger von Pettis Frau, Shirley Neil Pettis, selbst zum Mitglied im US-Repräsentantenhaus gewählt und vertrat dort nach vierzehn Wiederwahlen in Folge ab dem 3. Januar 1979 zunächst den 37., 1983 bis 1993 den 35., 1993 bis 2003 den 40. und schließlich vom 3. Januar 2003 an den 41. Kongresswahlbezirk Kaliforniens. Er verzichtete 2012 auf eine erneute Kandidatur und schied am 3. Januar 2013 aus dem Kongress aus.
Während seiner Parlamentsmitgliedschaft war er innerhalb seiner Partei war er von 1989 bis 1993 Vorsitzender der House Republican Conference. Nachdem er von 2005 bis 2007 Vorsitzender des einflussreichen Investitionsausschusses (US House Committee on Appropriations) war, ist er seitdem ranghöchstes Mitglied der republikanischen Minderheitsfraktion (Ranking Minority Member) in diesem Ausschuss. Im Jahre 2006 ermittelte die Staatsanwaltschaft gegen ihn wegen des Verdachts der Bestechlichkeit.